# SheBelieves Cup 2016
La SheBelieves Cup 2016 è stata la prima edizione della SheBelieves Cup, torneo a invito riservato a nazionali di calcio femminile, che si è svolta negli Stati Uniti d'America dal 3 al 9 marzo 2016. Il torneo è stato vinto dagli Stati Uniti che chiudono il torneo da imbattute e subendo una sola rete dalla Germania.

## Formato
Le quattro squadre invitate, oltre agli Stati Uniti come paese organizzatore, Francia, Germania e Inghilterra, disputano un solo girone all'italiana, dove vengono concessi tre punti per la vittoria, uno per il pareggio e zero per la sconfitta. In caso di parità di punti, venivano considerati gli scontri diretti, la differenza reti e i gol fatti.

## Stadi
| Tampa, Florida             | Nashville, Tennessee | Boca Raton, Florida (area di Miami) |
| -------------------------- | -------------------- | ----------------------------------- |
| Raymond James Stadium      | Nissan Stadium       | FAU Stadium                         |
| Capacità: 65 618           | Capacità: 69 143     | Capacità: 29 419                    |
|                            |                      |                                     |
| Tampa Nashville Boca Raton |                      |                                     |

## Nazionali partecipanti
| Squadra     | FIFA/Coca-Cola Women's World Ranking (23 dicembre 2016). |
| ----------- | -------------------------------------------------------- |
| Stati Uniti | 1                                                        |
| Germania    | 2                                                        |
| Francia     | 3                                                        |
| Inghilterra | 5                                                        |

## Classifica
| Pos. | Squadra     | Pt | G | V | N | P | GF | GS | DR |
| ---- | ----------- | -- | - | - | - | - | -- | -- | -- |
| 1.   | Stati Uniti | 9  | 3 | 3 | 0 | 0 | 4  | 1  | +3 |
| 2.   | Germania    | 6  | 3 | 2 | 0 | 1 | 4  | 3  | +1 |
| 3.   | Inghilterra | 1  | 3 | 0 | 1 | 2 | 1  | 3  | -2 |
| 4.   | Francia     | 1  | 3 | 0 | 1 | 2 | 0  | 2  | -2 |

| Arbitro: | Melissa Borjas |

|           |           |  |
| Maier 83’ | Marcatori |  |

| Arbitro: | Tatiana Guzman |

|          |           |  |
| Dunn 72’ | Marcatori |  |

| Arbitro: | Alondra Sandoval |

|              |           |  |
| Morgan 90+1’ | Marcatori |  |

| Arbitro: | Quetzalli Alvarado |

|                                      |           |           |
| Flaherty 76’ (aut.) Peter 82’ (rig.) | Marcatori | 9’ Duggan |

| Arbitro: | Gillian Martindale |

|            |           |  |
| Mittag 44’ | Marcatori |  |

| Arbitro: | Carol Chenard |

|                      |           |            |
| Morgan 35’ Mewis 41’ | Marcatori | 29’ Mittag |

## Statistiche

### Classifica marcatrici
2 reti
- Alex Morgan

1 rete
- Toni Duggan
- Leonie Maier
- Anja Mittag

- Babett Peter
- Crystal Dunn
- Samantha Mewis

1 autorete
- Gilly Flaherty (in favore della Germania)